# Олдингтон, Ричард
Ри́чард О́лдингтон (англ. Richard Aldington; настоящее имя Э́двард Го́дфри О́лдингтон; 8 июля 1892 — 27 июля 1962) — английский поэт, прозаик, критик.

## Биография
Олдингтон родился в Портсмуте в семье адвоката и обучался в Дуврском Колледже и в Лондонском Университете. Ввиду финансовых трудностей ему не удалось получить ученую степень. В 1911 году он встретил свою будущую жену, поэтессу Хильду Дулитл. Двумя годами позже они поженились. Их ребёнок оказался мертворождённым.

### Годы имажизма
С 1912 года Ричард Олдингтон входил в кружок имажистов, вместе с Хильдой Дулитл, Томасом Эрнестом Хьюмом и Фрэнсисом Стюартом Флинтом, к которым позже примкнул Эзра Паунд. Олдингтон был участником всех имажистских антологий, редактировал журнал «The Egoist» (1914—1917) и считается одним из главных представителей имажизма как литературного направления. В 1914 году имажисты опубликовали антологию своей поэзии «Des Imagistes». Из 37 стихотворений, вошедших в сборник, 10 принадлежали Олдингтону. В эти годы он также переводил древнеримских и древнегреческих поэтов. Вместе с другим литератором, близким к имажистскому кругу, Джоном Курносом, Олдингтон в 1916 году впервые перевёл на английский язык роман Фёдора Сологуба «Мелкий бес».

### Первая мировая война и послевоенные годы
Олдингтон был участником Первой мировой войны. В 1916 г. он начал службу рядовым, был прикомандирован к Royal Sussex Regiment, позже был произведен в офицеры и служил на Западном фронте. В 1917 году он был ранен и лечился в госпитале. Война резко изменила мироощущение Олдингтона, наложив отпечаток суровой горечи и безнадёжности на всё его дальнейшее творчество. Написанная в эти годы книга стихов «Образы войны» считается одной из лучших книг в истории англоязычной поэзии. После войны Олдингтон страдал от малоизученного в те годы посттравматического стресса.
Олдингтон и Хильда Дулитл с 1915 года жили отдельно друг от друга. В 1919 году Олдингтон и Хильда попытались спасти свой брак. К этому времени Хильда родила дочь от Сесила Грея, друга писателя Дэвида Герберта Лоуренса. Хильда Дулитл жила с Греем, пока Олдингтон был на фронте. Спасти брак им не удалось, и фактически они расстались, хотя развод оформили лишь в 1938 году. Они сохранили дружеские отношения до конца жизни.

### Двадцатые и тридцатые годы
В двадцатые годы Олдингтон, до того известный в основном как поэт, стал уделять все большее внимание прозе. Его роман «Смерть героя» (англ. Death of a Hero; 1929), частично автобиографический, входит ныне в число самых известных антивоенных романов, наряду с романами Ремарка и Хемингуэя. Книга повестей «Кроткие ответы» (1932) продолжила эту линию в творчестве писателя. Следующий роман писателя, «Все люди — враги» (1933), также проникнут неприятием милитаризма, хотя и является более светлой и даже жизнеутверждающей книгой, чем «Смерть героя».

### Сороковые и пятидесятые годы
В середине 1940-х гг. писатель переехал в США, где начал писать биографии. Написанная им в 1946 году биография герцога Веллингтона «A Life of Wellington: The Duke» была награждена престижной британской литературной премией имени Джеймса Тейта Блэка ). Он также опубликовал книги о писателях Р. Л. Стивенсоне и Д. Г. Лоуренсе. Вышедшая в 1955 году разоблачительная книга Олдингтона «Lawrence of Arabia: A Biographical Inquiry» о другом Лоуренсе — Лоуренсе Аравийском, иконе английского истеблишмента — была принята в Англии враждебно, и писатель решил не возвращаться на родину.
Ближе к концу жизни он переселился из США в Европу, жил во Франции. Незадолго до смерти Олдингтон приезжал в СССР, где был горячо встречен почитателями его таланта. Сам Олдингтон, однако, дистанцировался от советской идеологии, и к концу жизни стал сторонником правоконсервативных взглядов.

## Наследие
Современники называли Олдингтона самым «английским» писателем своего века. Его имя выгравировано в Вестминстерском аббатстве на камне с именами шестнадцати «поэтов великой войны». Его ранние имажистские и военные стихи входят в золотой фонд английской поэзии, однако его антивоенные романы до сих пор замалчиваются официальным английским литературоведением.

### Издания
- Олдингтон Р. Все люди — враги. — М.: Государственное издательство художественной литературы, 1959. — 552 с. — (Зарубежный роман XX века).
- Олдингтон Р. Прощайте, воспоминания!: Рассказы. — М.: Издательство иностранной литературы, 1961. — 400 с.
- Олдингтон Р. Смерть героя. — М.: Государственное издательство художественной литературы, 1961. — 428 с. — (Зарубежный роман XX века).
- Олдингтон Р. Стивенсон: Портрет бунтаря. — М.: Молодая гвардия, 1973. — 288 с. — (Жизнь замечательных людей). — 150 000 экз.
- Ричард Олдингтон. Смерть героя. — М.: Художественная литература, 1978. — 320 с. — 1 000 000 экз.
- Олдингтон Р. Собрание сочинений в четырёх томах. — М.: Художественная литература, 1988—1989. — 200 000 экз.
- Олдингтон Р. Смерть героя. — М.: Издательский дом Мещерякова, 2007. — 464 с. — (Переживая заново). — 4000 экз. — ISBN 978-5-91045-034-3.
- Олдингтон Р. Сущий рай. — М.: АСТ, 2011. — 352 с. — (Зарубежная классика). — 3000 экз. — ISBN 978-5-271-32463-5.

### Исследования и биографии
- Урнов М. В. Ричард Олдингтон. — М.: Высшая школа, 1968. — 80 с.